# Лоте, Якоб
Якоб Лоте (Jakob Lothe; род. 25 марта 1950, Берген) — норвежский литературовед, специалист по английской литературе и теории нарратива.
Член Норвежской академии наук (1999), иностранный член Американского философского общества (2018), доктор философии (1986), профессор английской литературы Университета Осло, прежде также адъюнкт-профессор Бергенского университета.

## Биография
В 1971-75 гг. учился в Бергенском университете, изучал там английскую и немецкую литературу, а также сравнительное литературоведение, в 1974 году получил степень Cand.mag.
Лауреат программы Фулбрайта (1975). В 1975-76 гг. изучал сравнительное литературоведение в Калифорнийском университете в Санта-Барбаре и получил там степень магистра по этой специальности. В 1976—1977 гг. продолжил обучение в Бергенском университете и получил там также степень магистра по сравнительному литературоведению — с диссертацией по Уильяму Фолкнеру.
В 1980—1983 гг. фелло Norwegian Research Council for Science and the Humanities.
В 1980—1981 гг. работает над докторской в Сассекском университете, в 1981-83 гг. занимался докторскими исследованиями в оксфордской Бодлианской библиотеке, в 1986 году получил докторскую степень в Бергенском университете — с диссертацией по Джозефу Конраду.
В 1984-86 гг. сотрудничал в министерстве культуры.
В 1987—1992 гг. ассоциированный профессор, в 1995—2000 и 2013—2015 гг. адъюнкт-профессор Бергенского университета.
С 1993 года профессор английской литературы Университета Осло.
В Норвежской АН руководит комитетом по правам человека.
Член Royal Society of Arts and Sciences in Gothenburg (2013).
Автор книг Conrad’s Narrative Method (Oxford UP, 1989) и Narrative in Fiction and Film (Oxford UP, 2000). Редактор книг:
- Joseph Conrad (Ohio State UP, 2008),
- Franz Kafka (Ohio State UP, 2011),
- After Testimony: The Ethics and Aesthetics of Holocaust Narrative for the Future (Ohio State UP, 2012),
- Narrative Ethics (Rodopi, 2013),
- Time’s Witnesses: Women’s Voices from the Holocaust (Fledgling Press, 2017),
- The Future of Literary Studies (Novus Press, 2017).